# Bez ohňů je underground
Bez ohňů je underground je koncertní album skupiny The Plastic People of the Universe. Nahrávání alba probíhalo 4. prosince 1992 v pražském klubu Roxy. Album vyšlo na audiokazetě ještě v prosinci 1992 a na CD počátkem roku 1993. Koncert proběhl u příležitosti vydání knihy Bez ohňů je underground, jejímž autorem je Mejla Hlavsa v rozhovoru s Janem Pelcem. Pro tuto příležitost byla obnovena skoro celá původní sestava skupiny (Hlavsa, Jernek, Števich). Původní bubeník Josef Brabec se vystoupení nezúčastnil. Na albu zazněla i jedna z prvních autorských skladeb skupiny s názvem „Modrý autobus“.

## Seznam skladeb
| Pořadí | Název                     | Autor                                 | Délka |
| ------ | ------------------------- | ------------------------------------- | ----- |
| 1.     | Úvod – Ivan Martin Jirous | —                                     | 5:11  |
| 2.     | Light My Fire             | Morrison, Krieger, Manzarek, Densmore | 6:45  |
| 3.     | Waiting for the Man       | Reed                                  | 5:22  |
| 4.     | Garden Is Open            | Kupferberg                            | 6:17  |
| 5.     | Modrý autobus             | Hlavsa, Jernek                        | 5:31  |
| 6.     | Podivuhodný mandarín      | Hlavsa, Bondy                         | 6:27  |
| 7.     | Magické noci              | Hlavsa, Bondy                         | 6:48  |

## Sestava
- Michal Jernek – zpěv, klarinet
- Jiří Števich – kytara
- Milan Hlavsa – baskytara, zpěv
- Pavel „Eman“ Zeman – bicí
- Josef Janíček – kytara, klávesy, zpěv
- Jiří Kabeš – kytara, viola, housle
- Jaroslav Vožniak – bicí
- René Starhon – bicí
- Ivan Martin Jirous – úvod, představení kapely